# Deroceras astypalaeensis
Deroceras astypalaeensis is een slakkensoort uit de familie van de Agriolimacidae. De wetenschappelijke naam van de soort is voor het eerst geldig gepubliceerd in 1992 door Wiktor & Mylonas.